# Johannes Fallati
Johannes Baptista Fallati, född 15 mars 1809 i Hamburg, död 5 oktober 1855 i Amsterdam, var en tysk nationalekonom och statistiker.
Fallati blev 1842 professor i Tübingen samt 1848 ledamot av Frankfurtparlamentet och understatssekreterare i württembergska handelsministären. Redan 1849 lämnade han sistnämnda befattning och slog sig då ned i Tübingen, där han 1850 blev överbibliotekarie vid universitetet. Förutom flera avhandlingar i "Zeitschrift für Staatswissenschaft", vilken han redigerade 1844-1855, skrev han bland annat Die statistischen Vereine der Engländer (1840) och Einleitung in die Statistik (1843).